# Hameg
De firma Hameg Instruments GmbH was een Duits bedrijf dat laboratoriumvoedingen en elektronische meetinstrumenten ontwikkelde en fabriceerde. Het hoofdkantoor van het bedrijf bevond zich in Mainhausen.
In 2005 werd Hameg overgenomen door Rohde & Schwarz. Na volledige integratie in de metrologieafdeling werd Hameg in 2016 als bedrijf opgeheven.

## Geschiedenis
Hameg werd in 1957 opgericht door Karl Hartmann in Frankfurt am Main onder de naam Hameg KG. De naam is afgeleid van Hartmann-Messgeräte.
Het eerste product was een eenkanaals-oscilloscoop met een bandbreedte van 5 MHz.
De oprichter van het bedrijf ging in 2005 met pensioen wegens zijn leeftijd. Hij verkocht het bedrijf aan Rohde & Schwarz.
De naam werd gewijzigd in Hameg Instruments GmbH.
In die tijd had Hameg vestigingen in Chemnitz (oscilloscoop-ontwikkeling) en Münchenbernsdorf (assemblage van printplaten), en een verkoopfiliaal in Frankrijk (Hameg Instruments France Sarl). Eind 2010 sloot Hameg zijn productielocaties in Mainhausen en Münchenbernsdorf. De productie vond daarna plaats in fabrieken van Rohde & Schwarz.
Andere delen van het bedrijf, zoals ontwikkeling (Mainhausen en Chemnitz), productbeheer, verkoop, klantenservice en kwaliteitsborging, bleven nog onafhankelijk.

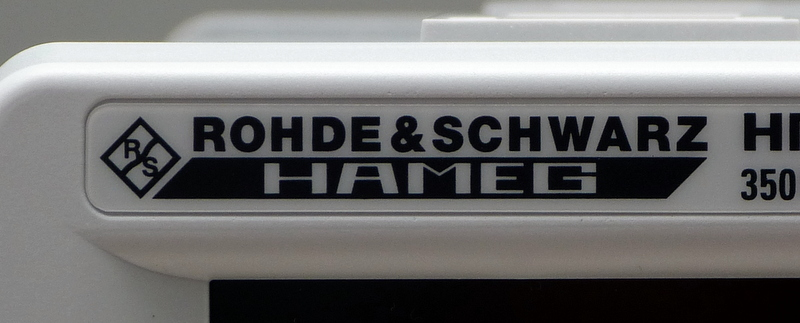
Gecombineerde logo's van Hameg en Rohde & Schwarz, in gebruik van 2012 tot 2016

Vanaf 2012 werden de Hameg-producten ook via het verkoopnetwerk van Rohde & Schwarz verkocht.
Er werd een productlogo gebruikt met beide namen, waaruit de relatie met Rohde & Schwarz duidelijk werd.
In juni 2014 werd aangekondigd dat alle nieuw ontwikkelde apparaten van Hameg Instruments in de toekomst onder de naam Rohde & Schwarz op de markt zouden worden gebracht.
De volledige integratie van Hameg in de metrologieafdeling van Rohde & Schwarz werd medio 2015 aangekondigd en in 2016 voltooid.

## Producten

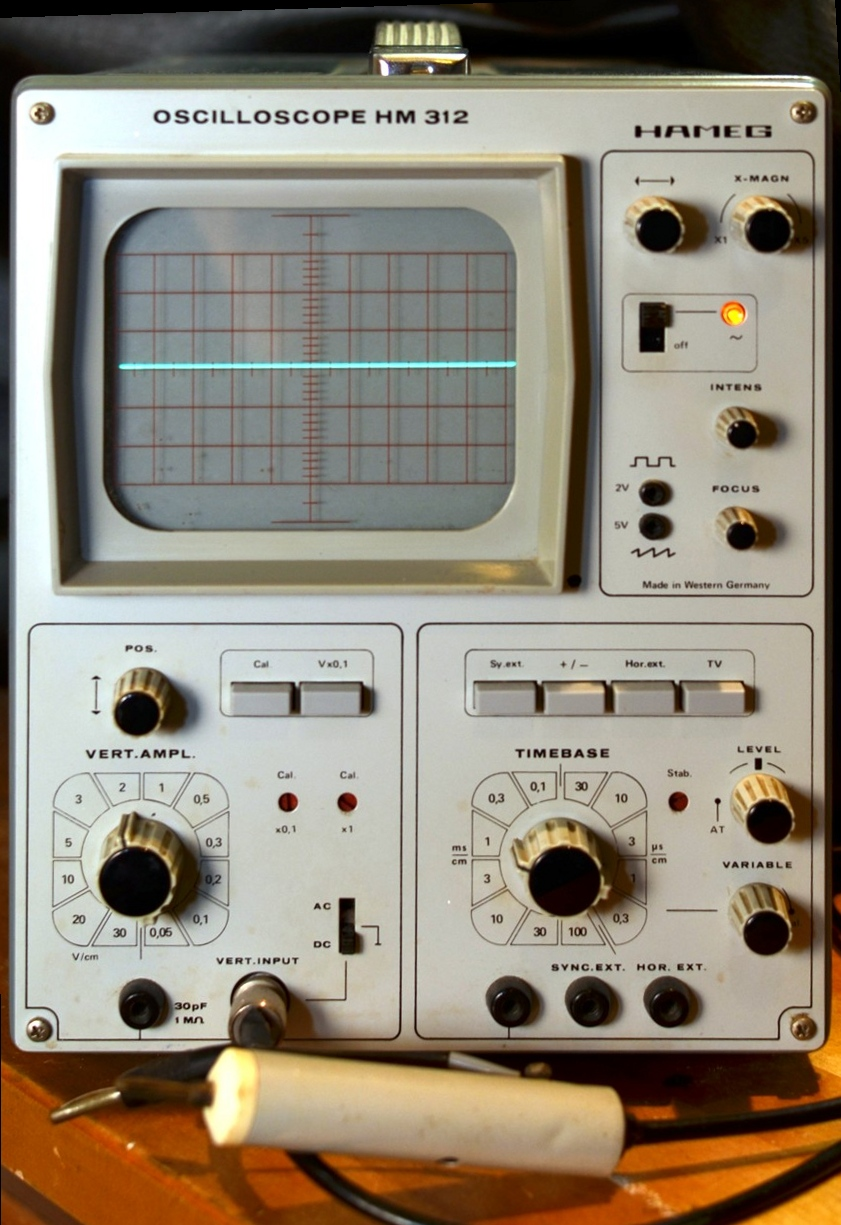
Eenkanaals oscilloscoop (15MHz) HM 312, 1974

Hameg produceerde analoge oscilloscopen, mixed-signal oscilloscopen (MSO's), spectrumanalyzers, functiegeneratoren, RF-generatoren, traditionele laboratoriumvoedingen, programmeerbare voedingen en modulaire laboratoriummeetcomponenten. Het bedrijf bediende voornamelijk het lagere marktsegment en werd voornamelijk gebruikt in elektronicalabs en productiebewaking, maar ook op scholen en universiteiten, en door hobbyisten. In het onderwijs was Hameg-apparatuur standaarduitrusting in de jaren tachtig en negentig; ze werd daar gebruikt voor onderwijs en bij wetenschappelijk onderzoek.
Op het gebied van oscilloscopen bleef Hameg nog lang overtuigd van de voordelen van analoge technologie boven digitale. In 2004 bijvoorbeeld, toen Hameg een nieuwe reeks zogenaamde CombiScope-apparaten (met zowel analoge als digitale aspecten) schreef men, dat "DSO's geen analoge oscilloscopen kunnen vervangen."

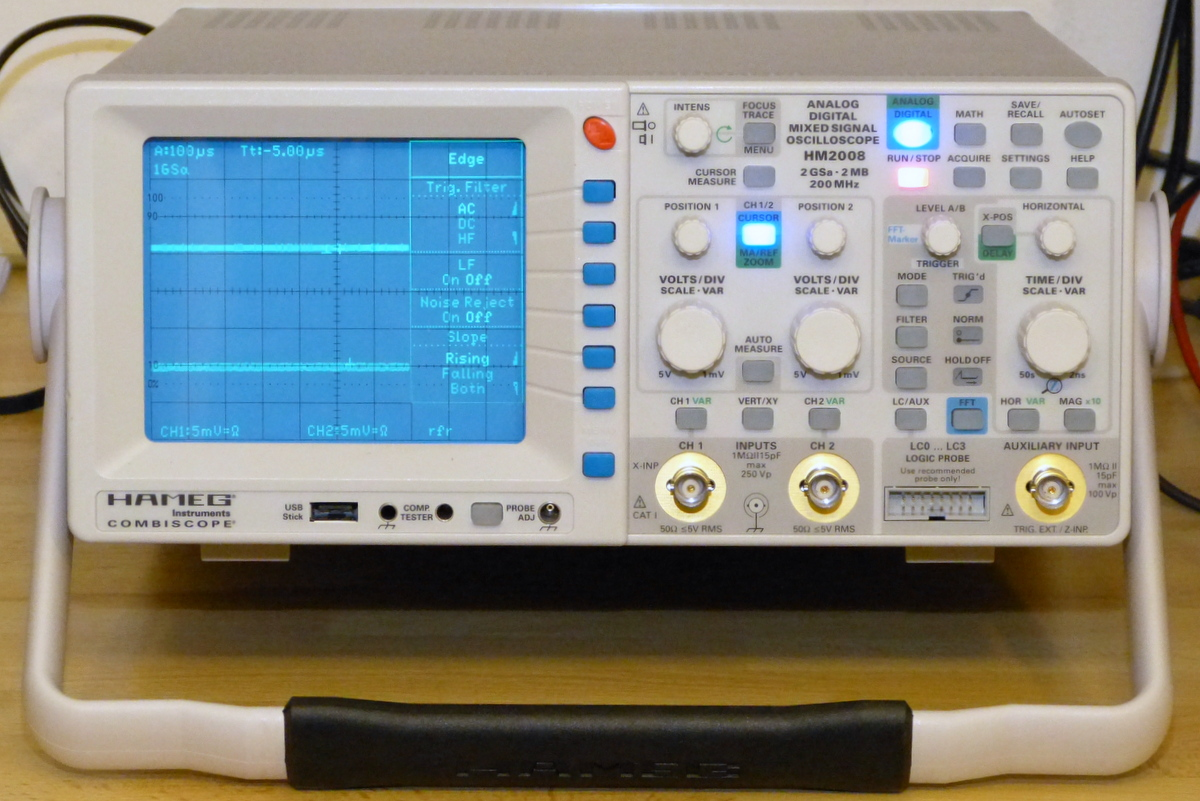
Combiscope HM2008

In 2007 bouwde Hameg met de HM2008 - zoals te zien is aan de afbeelding hiernaast - een oscilloscoop, die naast een analoog gedeelte ook vier digitale kanalen heeft.
Eind 2008 presenteerde Hameg de eerste zuiver digitale oscilloscopen met TFT-scherm op de elektronica-beurs in München. Deze apparaten meten zowel analoge als digitale signalen (8 of 16 digitale kanalen) en hebben de mogelijkheid om seriële bussen zoals I2C, SPI, CAN en LIN te decoderen; latere modellen konden dat ook.
Voor apparaten met een TFT-scherm sloeg Hameg dus de generatie over van DSO's over zonder MSO-functies.
In 2012 had Hameg 11 MSO-apparaten en een analoge oscilloscoop in zijn assortiment. In de herfst van 2012 heeft Hameg aangekondigd de productie van analoge oscilloscopen te gaan stoppen. De steeds slechter wordende verkrijgbaarheid van kathodestraalbuizen zou daarbij een rol gespeeld hebben.
In februari 2013 introduceerde Hameg op de Embedded World-beurs in Neurenberg een nieuwe mixed-signal oscilloscoopserie met een bandbreedte tot 500 MHz; de kunstmatige beperking van de bandbreedte van goedkopere modellen kon worden opgeheven met een softwarelicentie.
Veel oscilloscopen hadden een componententester geïnstalleerd. De gemeten stroom en spanning werden weergegeven in de XY-modus, en zo toont de oscilloscoop de stroom/spanningskarakteristiek van aangesloten componenten.